# Fallopia multiflora
Fallopia multiflora (Chino: 何首乌; hé shǒu wū) es una especie de hierba china ampliamente utilizada como planta medicinal. También se la conoce como fo-ti o fo-ti-teng. La raíz contiene una cantidad considerable de lecitina. Se dice que rejuvenece el cuerpo.

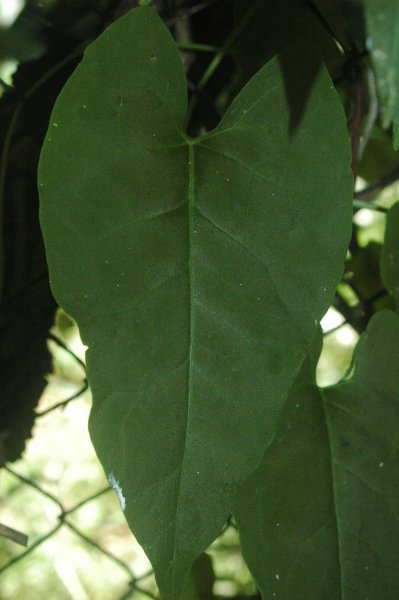
Detalle de la hoja

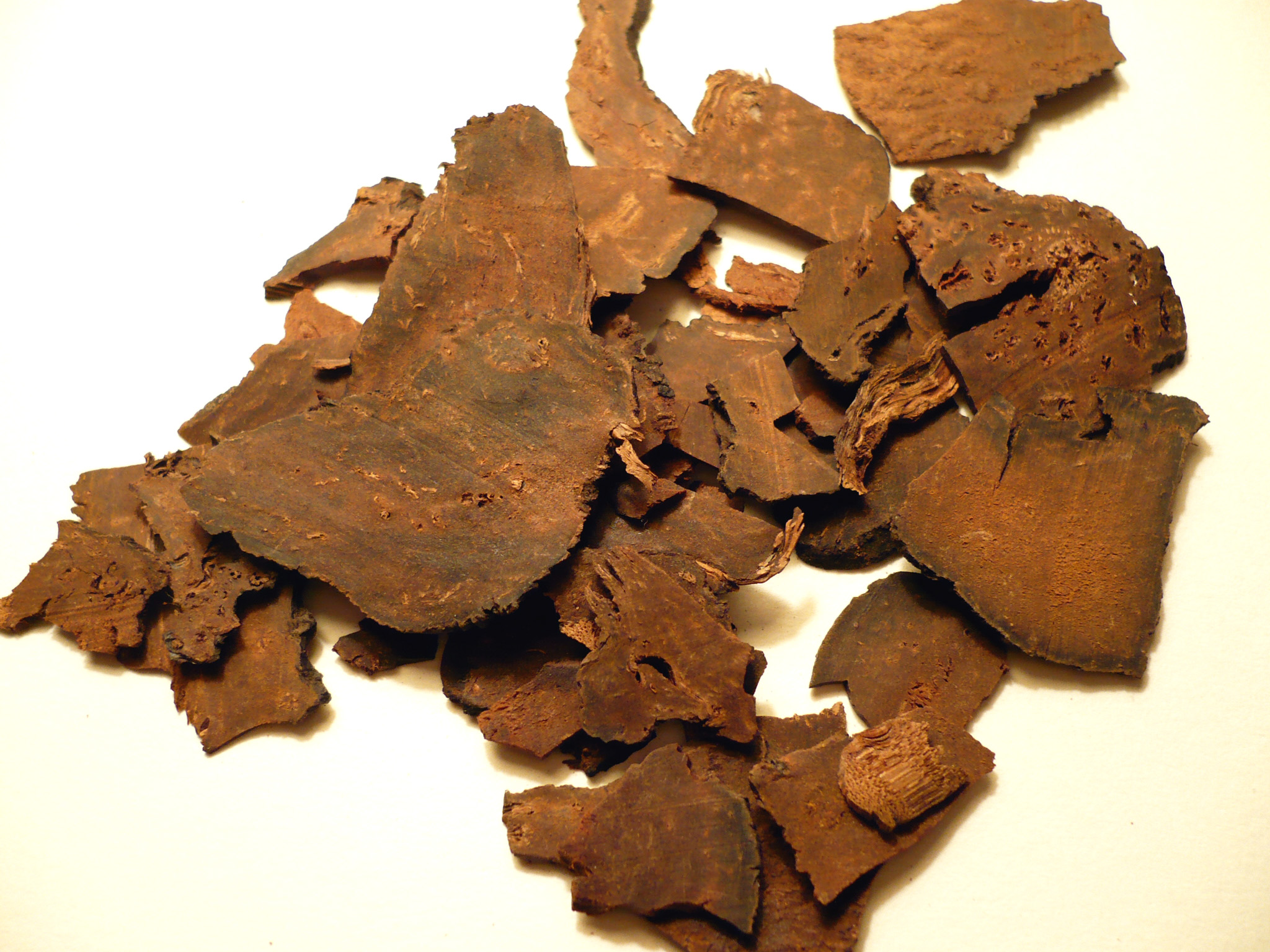
Raíces secas

## Descripción
Son hierbas perennes con tubérculo negro-marrón, angostamente elíptico, grande, leñoso. Tallos trenzados, de 2-4 cm, muy ramificados, estriados, glabros, leñosos en la base. Pecíolo 1,5-3 cm, hojas ovadas o estrechamente ovadas, de 3-7 × 2-5 cm, ambas superficies glabras o envés papilado a lo largo de las venas, base cordada o subcordada, margen entero, ápice acuminado; ocrea 3-5 mm, membranosa, oblicua, glabra. Inflorescencia terminal o axilar, paniculada, extendiéndose, de 10-20 cm; pedúnculo minuciosamente papilado; brácteas triangular-ovadas,  ápice agudo, cada uno de 2 a 4 flores. Pedicelo 2-3 mm, delgado, articular en la base, alargado en la fruta. Perianto blanco o verdoso; tépalos elípticos, desiguales en tamaño, los 3 exteriores más grande, acrescentes y alas en la superficie abaxial de las frutas. Perianto (incluyendo las alas) de las frutas casi orbiculares, de 6-7 mm de diámetro. Estambres 8; filamentos dilatados en la base. Estilos de 3, muy cortos. Aquenios incluidos en perianto persistente, negro-marrón, brillante, ovoide. Fl. Junio-octubre, fr. Julio-noviembre.

## Distribución y hábitat
Se encuentra en las laderas de montaña, grietas en las rocas, matorrales en los valles; a una altitud de 200-3000 metros, en Anhui, Fujian, Gansu, Guangdong, Guangxi, Guizhou, Hainan, Hebei, Heilongjiang, Henan, Hubei, Hunan, Jiangsu, Jiangxi, Jilin, Liaoning, Qinghai, Shaanxi, Shandong, Sichuan, Taiwán, Yunnan, Zhejiang y Japón.

## Propiedades
En medicina tradicional china se usa para:
- Tonificar los riñones.
- Equilibrar el yin frágil.
- Fortificar huesos débiles y el cabello.
- Proteger la piel.
- Tiene efecto laxante.
- La planta contiene el principio activo emodina.[2]

## Taxonomía
Fallopia multiflora fue descrito por (Thunb.) Haraldson y publicado en Symbolae Botanicae Upsaliensis 22(2): 77. 1978.
Sinonimia
- Fagopyrum multiflorum (Thunb.) I.Grinţ.
- Helxine multiflora (Thunb.) Raf.
- Reynoutria multiflora (Thunb.) Moldenke
- Bilderdykia multiflora (Thunb.) Roberty & Vautier
- Fagopyrum multiflora (Thunb.) I. Grinţ.[4]
- Aconogonon hypoleucum (Kudô & Sasaki) Soják
- Pleuropterus hypoleucus Nakai
- Pleuropterus multiflorus (Thunb.) Turcz. ex Nakai
- Polygonum hypoleucum (Nakai) Kudô & Sasaki
- Polygonum hypoleucum Ohwi
- Polygonum multiflora[5]